# Sam Saletta
Samuel Paul Saletta (* 1. Oktober 1984 in Stillwater, Oklahoma) ist ein US-amerikanischer Filmschauspieler und Musiker.
Saletta wuchs als Sohn von Chuck und Caryn Saletta auf; er hat eine jüngere Schwester, Nicole Cherié, die ebenfalls Schauspielerin ist. 
Saletta gab sein Filmdebüt 1994 in der Neuverfilmung von Die kleinen Strolche. Auch wirkte er in den Fernsehserien Beverly Hills, 90210 und Ein Hauch von Himmel mit. Die Rolle jedoch, mit der er auch im deutschsprachigen Raum bekannt wurde, war jene des George in Eine himmlische Familie. Auch seine Schwester Nicole spielte in dieser Serie mit. Seinen bislang letzten Fernsehauftritt hatte Saletta 2003 in einer Folge der Serie Emergency Room – Die Notaufnahme.
Als Kind war er ein begeisterter Sänger, der überall in den USA Stipendien bekam. Dabei singt Saletta nicht nur, sondern komponiert, spielt und arrangiert Texte. Deshalb absolvierte er auf der University of South California, die er ab Juli 2003 besuchte, Musikkurse. 